# Ciudad Bolívar (Bogotá)
Ciudad Bolívar es la localidad número 19 del Distrito Capital de Bogotá, Colombia. Se encuentra ubicada en el sur de la ciudad y está conformada por más de 300 barrios. Es la tercera localidad con mayor extensión de la ciudad, luego del Sumapaz y Usme. Fue constituida jurídicamente el 7 de septiembre de 1983 mediante el acto administrativo 14 del Concejo de Bogotá, aún cuando desde la década de 1940 sus montañas fueron pobladas paulatinamente por miles de familias.

## Geografía física

### Topografía

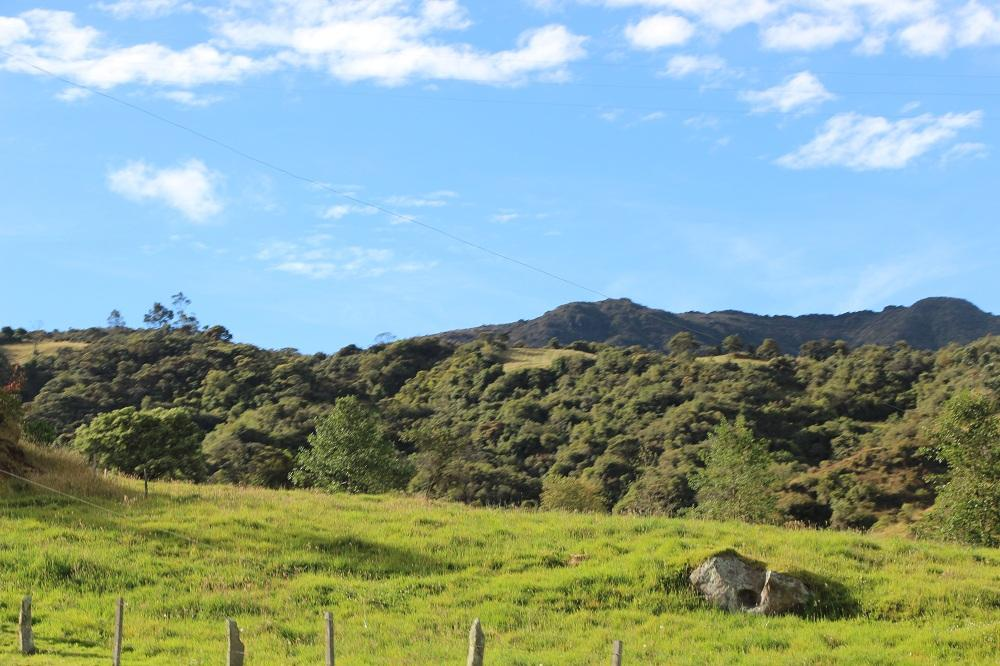
Zonas verdes de la localidad

La topografía de Ciudad Bolívar, es en un 80% montañosa y el 72% de la localidad es considerada zona rural.
La Localidad ocupa terrenos comprendidos entre una altitud cercana a los 2670 m s. n. m. en la parte más baja, y 3800 m s. n. m. en sus partes más altas, clasificándose dentro del piso térmico frío.
Por estudios geológicos y de suelos en la localidad se divide la región en once zonas, de las cuales sobresalen las siguientes:
1. Ubicada al norte, correspondiente a un sector relativamente plano, con ligeras inclinaciones circundado por los barrios Galicia, Ismael Perdomo, Madelena, Candelaria la Nueva, San Francisco y Abraham Lincoln, estos 4 últimos corresponden al sector corregido del río Tunjuelito, compuesto por arcillas expansivas, que convierten el terreno en inestable amenazando las viviendas actuales, se advierte la no continuación del proceso urbanizador.
2. Correspondiente al área delimitada por la escuela de artillería (Tunjuelito) el barrio México al norte, la urbanización Grabada y el barrio Cortijo al sur, cuyos suelos están compuestos principalmente por gravas areno-limosas, en esta zona el riesgo al urbanizar se presenta por la inestabilidad del terreno, ocasionado por los rellenos fruto de las antiguas explotaciones de material en el sector.
3. Ubicada a partir del barrio Rincón y dispuesta en sentido sur norte, abarcando puntos como el Volador, las canteras de Peña Colorada y el tanque intermedio de ciudad Bolívar (Sierra Morena), Cuyos suelos están conformados por estratos arenosos y con pendientes que varían de 20° a 40°; se clasifica el sector como de alto riesgo hacia el occidente del barrio Los Alpes. Ingeominas recomienda urbanizar en sectores con pendientes más suaves (15 a 30°)
4. Localizada en predios de la vereda Quiba, conformada por areniscas duras, con inclinaciones suaves que no superan los 20°; lo que no permite la presencia de riesgos geotécnicos, convirtiendo la zona en apta para la urbanización.
5. El Cerro Seco, en el bosque seco de Arborizadora Alta, en los límites con Soacha, corresponde a un ecosistema subxerofítico, pero con cuerpos de agua como el humedal llamado Laguna Encantada, por el cauce de la quebrada la Trompeta, se encuentra asociado al área con mayor potencial de infiltración en la zona de recarga del acuífero de Quiba. En su cobertura vegetal predominan la plantas de porte herbáceo, arbustos y geófitos.
6. La localidad de Ciudad Bolívar también cuenta con diferentes recursos naturales como los recursos geológicos que son aquellas estructuras geológicas,formas del terreno, minerales,rocas, meteoritos,fósiles,suelos y otras manifestaciones geológicas que podamos encontrar en un ecosistema. En el ecosistema de la localidad de Ciudad Bolívar encontramos mayores manifestaciones montañosas a comparación de otras localidades, gracias a esto identificamos cómo la empresa extractora Cemex,se apropia de un terreno y transforma sus recursos por medio de procesos de extracción. Dentro de estas estrategias encontramos la más utilizada, que es la explotación minera a cielo abierto,una ruta de extracción que se encarga de recolectar todo el material (grava,arena, arcilla) en las mayores magnitudes posibles. Dentro de la localidad podemos encontrar las siguientes industrias encargadas de las actividades mineras: Anafalco,Ladrilleras Los Mochuelos, Ladrillera Granito de Oro,Ladrilleras San Marcos, Ladrillos Ochoa, Ladrillos Sur, Ladrillos y Bloques Paraísos, Ladrillera el Cóndor, Ladrillera la Estrella, las cuales conforman el parque minero industrial Mochuelo, que ocupa espacios desde la vereda Mochuelo Bajo hasta el barrio San Joaquín. En algunos casos la actividad minera de las industrias interactúa de formas positivas y negativas con los recursos disponibles de la localidad; en algunas ocasiones se encuentran consecuencias como la modificación de los cuerpos hídricos para la optimización de procesos como la sedimentación de minerales, o incluso, la sustracción de la capa orgánica o suelo para acceder a la capa mineral del terreno,o la erosión que causa deslizamientos y movimientos en masa.[2]

### Clima
- Temperatura 14° grados promedio anual
- Humedad Relativa seca y semiseca
- Precipitación Total 600 a 800 mm anuales
- Sector contra los cerros del sur de la ciudad 800 a 1000 mm anuales
- Altimetría Entre 2670 y 3800 m s. n. m.

La estación climatológica Simón Bolívar que cubre esta localidad permite establecer un promedio de 14 °C para Ciudad Bolívar, con una temperatura mínima de 4 °C, una media de 15 °C y una máxima de 22 °C.
En la mayor parte del territorio se registra un nivel de precipitación anual de 600 a 800 mm, sin embargo hacia porción de territorio ubicado sobre los cerros del sur de la ciudad, se registran precipitaciones entre los 800 y 1000 mm /año.
Dependiendo de la relación precipitación brillo solar, se presenta la condición de zona semiseca en la parte sur oriental de la localidad que va sobre los cerros de la ciudad, y una porción de territorio con condiciones de zona seca en la parte noroccidental a lo largo del límite con la localidad de Tunjuelito y Bosa.

### Hidrología
En Ciudad Bolívar existe un alto número de quebradas sin canalizar, los cuales se convierten en focos de enfermedades para la población de la localidad.
El principal recurso hídrico de la Localidad Diecinueve, es la cuenca del río Tunjuelo, la cual recibe afluentes como las quebradas Limas, Trompeta, La Estrella, y El Infierno. A pesar de que la cuenca es aprovechada en su parte alta para el acueducto de Bogotá, al pasar por la ciudad se convierte en un receptor de aguas lluvias y negras fuertemente contaminadas, ocasionado por la no existencia de redes troncales de drenaje, con lo que la evacuación se hace directamente al río Tunjuelito a través de calles, zanjas y vallados. Desde los años 40, quebradas como la Limas permitieron la construcción de diferentes lavaderos comunitarios que permitían el encuentro para lavar grandes cantidades de ropa. Esto comenzó a disminuir en los años 60, cuando comienza a llegar el agua potable y se comienzan a construir los alcantarillados.
Complementando el sistema hídrico de la Localidad, encontramos las quebradas Quiba, Calderón, Bebedero y Aguas Calientes.
En la localidad se encuentra el  Relleno sanitario Doña Juana y existe explotación minera.
Algunos de los principales cuerpos de agua de la localidad son los siguientes:
- Humedal El Tunjo:  ubicado en el barrio Ontario,  cuenta con la máxima certificación ambiental a nivel mundial RAMSAR, como resultado del trabajo que se viene adelantando para la conservación de la biodiversidad en estos espacios considerados Áreas Protegidas del Distrito, que hacen parte de la Estructura Ecológica Principal de Bogotá. (Tomado de http://humedalesdebogota.ambientebogota.gov.co/inicio/humedal-el-tunjo/).  Este humedal ha contado con la participación de diferentes procesos comunitarios que posibilitaron inicialmente su reconocimiento, gestión y protección. Hoy este Humedal se encuentra administrado por la Secretaría Distrital de Ambiente.

- Laguna Encantada: Es una pequeña laguna con algunas características de humedal de alta montaña, rodeada por un espacio de 385 hectáreas de bosque seco de Arborizadora Alta. Cuentan los habitantes del barrio Juan Pablo II que antes de la urbanización del cerro, se sentaban a cazar lagartijas y observar la laguna encantada.[5] El bosque seco que la rodea es uno de los pocos que se conservan en el altiplano Cundiboyacense, aunque se encuentra en grave peligro de urbanización. A la pequeña laguna se accede subiendo por el cauce de la quebrada la Trompeta, cuenca del río Tunjuelo. Se encuentra en una zona de alta amenaza de urbanización lega e ilegal, además de la cantería. La vegetación endémica es arbustiva y herbácea. En este humedal hay presencia de fauna como las garzas y las alondras cornudas, estas últimas en peligro de extinción. Además, la laguna es fundamental para aves que realizan procesos migratorios como la tingua azul, especie de la que se reportan el mayor número de accidentes y de muertes en la localidad Ciudad Bolívar. Así mismo, una de las principales habitantes de los alrededores a la laguna es la alondra cornuda, la cual está en vía de extinción. De hecho se han registrado especies migratorias que encuentran en este lugar un espacio de descanso antes de seguir con su viaje. Algunas organizaciones ambientales han adelantado trámites para que el bosque seco y la Laguna Encantada se conviertan en la Reserva Ecológica Distrital de Montaña, trámite que no ha surtido efecto. Existen leyendas muiscas acerca de una diosa que habita la laguna.[6]

## Historia
La historia de Ciudad Bolívar está atravesada por varios procesos sociales en la historia colombiana: la violencia política de los años 40 y 50; desde la década de 1960, las dificultades del Estado para lograr una urbanización con distribución igualitaria de los recursos y las oportunidades; y desde siempre, la estigmatización de sus habitantes, debido a las condiciones empobrecedoras. Historiadores locales y comunitarios, tanto académicos, profesionales como aficionados, como la señora Blanca Pineda, han recopilado fuentes documentales, fotográficas, bibliográficas, orales, entre otras, para reconstruir la memoria y la historia de la localidad.

### Años 40 - 60
En la década de 1940 comenzó la parcelación de grandes haciendas cercanas a la ciudad, conformándose los primeros asentamientos en la zona, en donde se criaban animales, como pollos, gallinas, conejos y ovejas, y se cultivaba lechuga, calabaza, durazno y ciruela. En la década de 1950, con el río Tunjuelo como testigo, se comienzan a construir algunas casas en los barrios Meissen, San Francisco, México, Lucero e Ismael Perdomo, situados en las partes bajas y medias de la Localidad, y cuyos pobladores eran gentes desplazados por la Violencia, principalmente de Boyacá, Cundinamarca, Caldas, Tolima y Huila.
En el caso del Barrio México, su crecimiento fue determinado por el desarrollo de una planta de tratamiento de agua, un cementerio, y con calles en proceso de pavimentación y lotes en procesos de formalización. Es particular la relación de este barrio con el río, pues se han hecho varias intervenciones sobre su caudal para reducir su velocidad y así evitar las inundaciones en zonas de alto riesgo: desde los años 80, se construyeron diques temporales o meandros y puentes para crear altura.

### Años 60 - 80
Se estima que para los años 1970 la población había ascendido a los 50 000 habitantes, que trabajaban, principalmente, en canteras y chircales que proveían a la ciudad de carbón y ladrillos, o en sembrados de trigo y cebada; construían sus casas; y visitaban asiduamente la iglesia de guadua y zinc. El territorio de la localidad por entonces, pertenecía al otrora municipio de Bosa.
Una segunda etapa comienza en la década de 1980, con asentamientos en la parte alta de las montañas, dando origen a barrios como Naciones Unidas, Cordillera, Alpes, Juan José Rondón, Juan Pablo II y otros. De igual forma, nacen a través del programa "lotes con servicios", con financiación del Banco Interamericano de Desarrollo, los barrios Sierra Morena, Arborizadora Alta y Arborizadora Baja, asentamientos que en menos de veinte años generaron polos de concentración de sectores marginados tanto del país, como de la misma ciudad.
Hasta comienzos de la década de 1980 las laderas áridas y frías de Potosí estaban peladas, cuando nuevos habitantes comenzaron a llegar y aplanar los terrenos y lotes para construir sus ranchos y casas de paroi y tablas, con habitaciones compartidas y sin servicios públicos. Todo Jerusalén albergaba apenas 8 000 personas que, en un principio, no contaban con agua, luz, alcantarillado, teléfonos, transporte, asistencia sanitaria ni escuela. El largo proceso de formalización del barrio ha implicado varios intentos de desalojo. Un poco más allá de los cerros, había campamentos de la guerrilla del M-19 y cierta presencia de las FARC y el ELN.
A partir de 1983, con el Acuerdo 11 del Concejo de Bogotá, y el impulso del alcalde Augusto Ramírez Ocampo, se define el marco jurídico y administrativo de lo que en ese entonces se denominó el Plan Ciudad Bolívar, con el cual se pretendía "orientar el crecimiento de la ciudad, preservando el espacio de la sabana para fines útiles agropecuarios", propiciando la expansión urbana hasta zonas de menor adaptación agropecuaria cuya utilidad estaría vinculada a los procesos de urbanización, constituyéndose en un ambicioso proyecto urbano, social e interinstitucional, que involucraba prácticamente a todas las entidades del Distrito. Durante estas dos décadas, para los habitantes de la localidad fue fundamental la autoconstrucción, entendida como los procesos comunitarios de gestión de recursos y materiales para la construcción de casas propias.
Con el Acuerdo 14 del 7 de septiembre de 1983, se creó la Alcaldía Menor de Ciudad Bolívar, a la vez que se definieron sus límites. 

### Años 90 - 2000
Posteriormente, la Constitución de 1991 le da a Bogotá el carácter de Distrito Capital; en 1992 la Ley 1.ª reglamentó las funciones de las Junta Administradora Local, de los Fondos de Desarrollo Local y de los Alcaldes Locales, determinó la asignación presupuestal. Mediante los acuerdos 2 y 6 de 1992, el Concejo Distrital, definió el número, la jurisdicción y las competencias de la Junta Administradora Local (JAL).
Bajo esta normativa, se constituyó la localidad de Ciudad Bolívar, conservando sus límites y nomenclatura, administrada por el alcalde local y la Junta Administradora Local, con un total de once ediles.
Finalmente, el Decreto-Ley 1421 determina el régimen político, administrativo y fiscal bajo el cual operan hasta hoy las localidades del distrito.
El 11 de septiembre de 1993, a las 4 a. m., con las estrofas del Himno nacional de Colombia, inició el Paro cívico en Ciudad Bolívar: durante 13 horas, cientos de habitantes -hombres, mujeres y jóvenes- de diferentes barrios de la localidad (Meissen, Potosí) bloquearon diferentes vías (la Autopista Sur, la Avenida Boyacá, la Avenida Gaitán Cortés) para exigir audiencias con el gobierno de la ciudad y respuestas a varias de las problemáticas sociales. El paro tuvo entre sus resultados una formalización más democrática del acceso a los servicios públicos en la localidad (con subsidios para el cocinol), la propiedad de los lotes, la dignificación de la construcción de la vivienda y las mejoras en el tratamiento del agua para diferentes barrios, entre ellos el barrio México. De este primer impulso surgieron diversas organizaciones sociales, muchas de ellas al margen de las políticas públicas y los programas institucionales, como el colegio comunitario Instituto Cerros del Sur (ICES); la sala de cine comunitario POTOCINE; el Movimiento de Fotógrafos; bibliotecas comunitarias como Semillas Creativas, Baúl de Letras o Letras del Sur; los festivales Ojo al Sancocho y Bogotá Colors; el comité por la defensa de la Quebrada Limas; Museos comunitarios como El Café del Paraíso, la Escuela Comunidad ACPO VIVE, El Resbalón, y otros cientos de colectivos culturales, políticos y sociales.
El Relleno sanitario Doña Juana inició el 1 de noviembre de 1988. El 17 de septiembre de 1997 se derrumbó por el mal manejo de lixiviados y gases.
La localidad aún continúa poblándose, como es el caso del barrio El Edén, una muestra de las dinámicas de informalidad y los procesos de legalización en la ciudad durante la década de 2000. El Edén colinda con el barrio El Mirador, contra la quebrada, y sus habitantes aún buscan diferentes alternativas para acceder al agua a través de mangueras, alcantarillas y acueductos comunitarios, la luz a través de lámparas de mercurio o cables piratas, y la alimentación a través de ollas comunitarias. Además, con las Secretarías de Planeación y Hábitat, se ha venido trabajando para formalizar legalmente sus lotes. Otras iniciativas comunitarias resaltan por su interés en recuperar el río Tunjuelo, como los estudiantes de un semillero en el Colegio República de México, que limpian el cauce, analizan sus aguas y siembran árboles y, de la mano de una escuela de artes marciales, "El tigre y el dragón", buscan que la ciudadanía tome consciencia sobre la importancia de cuidar el agua, el entorno y sus animales. La década de 2000, además, se vio caracterizada por el incremento del lamentable proceso de los asesinatos extrajudiciales selectivos, maldenominados como "falsos positivos", y ejecutados por el Estado Colombiano de manera sistemática durante dicho período y, particularmente, con jóvenes menores de edad. El fenómeno también se relacionó con la mal llamada "limpieza social", pues grupos armados y criminales ejecutaban asesinatos selectivos con jóvenes que se consideran marginales.
 

El Festival Ojo al Sancocho, fundado en 2008 por Janeth Gallego, Daniel Bejarano y Alexander Yosa Moreno, es 
“una iniciativa comunitaria que busca fortalecer la participación ciudadana y el empoderamiento político, cultural y social, así como la democratización del cine y el audiovisual. El Festival es un espacio que promueve la memoria, la identidad, la diversidad, la democracia, la solidaridad y la libertad, especialmente en actores y comunidades que habitan en territorios con desigualdades sociales”.
Con el objetivo de darle un vuelco a las ideas preconcebidas sobre la localidad, este festival invita, anualmente, a cineastas extranjeros y nacionales a que vivan durante ocho días en la localidad, compartiendo con algunas familias en los barrios Potosí, La Isla y Jerusalén. Del festival surgió la sala de cine popular y comunitario Potocine, en donde se proyectan filmes hechos por los habitantes de la localidad, sobre todo los más jóvenes.
En 2018 fue inaugurado el Transmicable para la localidad de Ciudad Bolívar.

## Geografía humana

### Proporción uso del suelo
La superficie total de Ciudad Bolívar es de 12.998,46 hectáreas (ha), de estas 3.329,8 ha corresponden a suelo urbano, otras 152,1 ha conforman suelo de expansión urbana y 9.608,4 ha restantes constituyen el suelo rural. Los usos de suelo que se presentan en la localidad son en su mayoría residencial con un 59,7% del área total ocupada por este uso. El uso de servicios con el 20,3% le sigue en proporción. Los usos de comercio, dotacional e industria participan con un 12,5%, 5,0% y 1,9%, respectivamente. Un poco más de 2.278 Ha de la localidad en la zona rural, pertenece a la categoría del suelo  productivo de alta capacidad. Así mismo, cerca de 1.892 Ha se encuentran dentro de la categoría del suelo rural con alta fragilidad.

### Organización territorial
La localidad 19 está constituida en 3 Unidades de Planeamiento Local (UPL).
En Ciudad Bolívar la manera en la que se ha organizado el espacio geográfico ha dependido de las características montañosas que presenta su territorio y de la cosmovisión de las comunidades indígenas, población española y migrante proveniente de Boyacá, Santander y Tolima que lo han ocupado15. Además, hay una influencia con la manera en la cual han organizado el territorio en los procesos históricos de asentamiento. Desde los asentimientos muiscas en el siglo IX hasta la actualidad, se han identificado transformaciones en los patrones de organización territorial. Sin embargo, algunos de estos patrones prevalecen aún en el siglo XXI.
Por ejemplo, la ubicación de los asentamientos muiscas alrededor de las fuentes hídricas es algo que se sigue viendo con los actuales asentamientos de Ciudad Bolívar: están establecidos en cernías al río Tunjuelito16. En esta misma línea, la parcelación de haciendas por parte de los españoles en el siglo XVI, es un patrón de organización que podemos evidenciar en la localidad, sobre todo en la zona rural donde se encuentran las denominadas fincas17. Por otro lado, en la actualidad el ordenamiento territorial de Ciudad Bolívar está planificado por el Plan de Ordenamiento Territorial (POT) y funciona mediante el Decreto 190 del 2004. 
| UPL                                         | Código Postal | Barrios |
| ------------------------------------------- | ------------- | --- |
| Lucero (al norte) Cuenca del Tunjuelo (Sur) | 111961        | La Lira, El Pedregal, Villa Jacky, Las Manas y Mochuelo Oriental. |
| Cuenca del Tunjuelo                         | 111961        | El Mochuelo II, Brazuelos de Santo Domingo, Esmeralda, Lagunitas, Paticos y Barranquitos. |
| Arborizadora                                | 111911        | Arborizadora Baja, Atlanta, El Ensueño, La Playa, Madelena, Rafael Escamilla, Santa Helena, Santa Rosa Sur, Villa Helena, Casa Linda, La Coruña y Protecho. |
| Arborizadora                                | 111941        | San Francisco, Las Acacias, Candelaria La Nueva, Gibraltar, Colmena, La Casona, Juan José Rondón, San Luis Sur, San Fernando Sur, Santa Inés de la Acacia, Millán Los Sauces, Puerta del Llano, Sauces, Hortalizas y El Recuerdo. |
| Lucero                                      | 111951        | Álvaro Bernal Segura, Lucero Alto, Lucero Medio, Lucero Bajo, Domingo Laín, El Bosque, El Castillo, El Paraíso Mirador, Bella Flor, La Torre, Estrella del Sur, El Triunfo, Gibraltar Sur, Juan Pablo II, La Alameda, La Cabaña, La Escala, Las Manitas, Los Alpes, El Satélite, La Torre, Los Andes de Nutibara, La Estrella de Lagos, Ciudad Milagros, Compartir, Buenavista, Marandú, Meissen, Brisas del Volador, México, Nueva Colombia, Naciones Unidas, Tierra Linda, Vista Hermosa, Villas del Diamante, Villa Gloria y Capri. |
| Lucero                                      | 111961        | Arabia, Acapulco, Buenos Aires, Bogotá Sur, Divino Niño, Casa de Teja, El Consuelo, El Tesoro, Tesorito, El Mochuelo I, El Reflejo, La Cumbre, Los Duques, Inés Elvira, Monterey, Minuto de María, Ocho de Diciembre, Quiba, Potreritos, República de Venezuela, República de Canadá, San Rafael Sur, San Joaquín del Vaticano, Sotavento y Villa Diana López. |
| Arborizadora                                | 111921        | Bella Estancia, Barlovento, Caracolí, Bonanza Sur, Casa Loma Casavianca, Cerro del Diamante, El Rosal, El Espino, Ismael Perdomo, El Porvenir, El Rincón del Porvenir, La Estancia, Galicia, La Carbonera, Mirador de la Estancia, Mirador de Primavera, Perdomo Alto, Rincón de Galicia, Rincón de la Estancia, Rincón de la Valvanera, San Antonio del Mirador, San Isidro, María Cano, San Rafael de la Estancia, Santa Viviana, Santo Domingo y Sierra Morena.                                                                     |
| Arborizadora                                | 111931        | Arborizadora Alta, Bella Vista, Florida del Sur, Jerusalén, La Pradera, Las Brisas, Potosí, Las Vegas de Potosí, Villas de Bolívar y Verona. |

| UPL                 | Veredas (Código Postal)                                                   |
| ------------------- | ------------------------------------------------------------------------- |
| Cuenca del Tunjuelo | Mochuelo Alto (111971) y Mochuelo Bajo (111961)                           |
| Cuenca del Tunjuelo | Quiba Alta (111971) y Quiba Baja (111951)                                 |
| Cuenca del Tunjuelo | Pasquilla, Pasquillita, Santa Bárbara, Santa Rosa y Las Mercedes (111981) |

En la vereda de Mochuelo se localiza la institución educativa Distrital Colegio Rural José Celestino Mutis con una capacidad cercana a los 1200 estudiantes. El colegio fue inaugurado en el 2010. En la vereda Mochuelo Bajo se ubica el Relleno sanitario Doña Juana.

### Relleno sanitario Doña Juana
El relleno sanitario Doña Juana fue oficialmente abierto el 1 de noviembre de 1988. Con una extensión de más de 600 hectáreas, recibe alrededor de 6.300 toneladas diarias de residuos. Los habitantes de Pasquilla, Mochuelo Alto y Mochuelo Bajo han sido testigos de sus colapsos, incendios y deslizamientos, a finales de los años 90, además de estar expuestos a malos olores, plagas y líquidos lixiviados, que han contaminado la tierra y el agua, y han generado efectos sobre la salud de los habitantes de las localidades de la media luna del Sur en Bogotá.

### Sistema de Áreas protegidas
Debido a actividades como la extracción minera, la expansión de la frontera agrícola y la deforestación presentes en Ciudad Bolívar, el Plan de Ordenamiento Territorial (POT) determino un sistema de áreas protegidas. Este sistema está compuesto por tres categorías de manejo, correspondientes al Área Forestal Distrital (AFD) categoría que cuenta con 8 zonas que ocupan 3.228,76 hectáreas (ha), el Parque Ecológico Distrital de Montaña (PEDM) categoría con por 2 zonas que se extienden en 229,6 ha, y a los Sistemas de Áreas Protegidas equivalentes a 53,01 ha. En estas áreas de protección, han surgido nuevas actividades que buscan aprovechar la disponibilidad de los recursos naturales y al mismo tiempo promover la conservación de la riqueza ambiental. En las áreas protegidas una de las actividades que se realizan es el ecoturismo, actividad realizada en Ciudad Bolívar por la Asociación de Turismo Rural Comunitario (ATRC), ofreciendo servicios de agroturismo en Pasquilla.

### Vías y Transporte
| Avenida                       | Trazado                                                                               | Ciclovía                                      |
| ----------------------------- | ------------------------------------------------------------------------------------- | --------------------------------------------- |
| Autopista Sur                 | Desde Río Tunjuelo hasta límites con Soacha                                           | Si                                            |
| Boyacá                        | Desde Río Tunjuelo en Meisen hasta el mismo río en Mochuelo                           | No                                            |
| Jorge Gaitán Cortés           | Desde Río Tunjuelo hasta Transversal 50                                               | No, en intersección con Avenida Villavicencio |
| Villavicencio                 | Desde Río Tunjuelo hasta Autopista Sur                                                | Si                                            |
| Madelena                      | Desde Avenida Gaitán Cortés hasta Autopista Sur                                       | No                                            |
| Vía Paraíso Mochuelo Quiba    | Desde la Transversal 27Q hasta la Vía a Pasquilla                                     | No                                            |
| Vía Quintas del Sur-Pasquilla | Desde la Avenida Boyacá hasta Vía a Sumapaz (Río Chisacá)                             | No                                            |
| Vía Caracolí-Sierra Morena    | Desde el límite con Soacha (Calle 41 en Los Robles) hasta Avenida Jorge Gaitán Cortés | No                                            |

Debido a su crecimiento descontrolado en el siglo XX, y su topografía particular, la movilidad en la localidad suele ser más lenta debida a la falta de autopistas en muchos de sus barrios y la inclinación que alenta el paso vehicular.
En la actualidad hay pocas vías amplias de acceso a los barrios, entre las principales están: la Autopista Sur que sirve de acceso hacia el norte de la localidad, la Avenida Ciudad de Villavicencio atraviesa la localidad del nororiente hacia el oriente, la Avenida Boyacá, que sirve como fuente principal a los barrios montañosos del sur de la localidad y la Avenida Jorge Gaitán Cortés, que atraviesa la localidad desde el nororiente hacia el occidente. También cuenta con servicios de bus alimentador del sistema TransMilenio desde el Portal Tunal que brinda transporte a pasajeros provenientes de algunos barrios de esta localidad. La Norte-Quito-Sur (línea G) también presta sus servicios a los barrios del norte de la localidad con las estaciones Centro Comercial Paseo Villa del Río - Madelena y Perdomo.
| Portal Sur - JFK Cooperativa Financiera (Afluente norte) | Portal Tunal (Afluente sur) |
| -------------------------------------------------------- | --- |
| 10-6 Perdomo                                             | - 6-1 Candelaria - 6-1C Casalinda - 6-2 San Francisco - 6-3 Sierra Morena - 6-4 El Paraíso - 6-5 El Tesoro - 6-5C Arabia - 6-6 Juan José Rondón - 6-7 San Joaquin - 6-8 Vista Hermosa - 6-9 Arbolizadora Alta - 6-12 Villa Gloria |

### Transmicable
El sistema de cable aéreo Transmicable, fue inaugurado El 27 de diciembre de 2018 e inició operaciones comerciales el 29 de diciembre del mismo año. Transmicable es un sistema tipo teleférico que cuenta con una longitud de 3.3 km. Este sistema está compuesto por 4 estaciones; Estación Portal Tunal, Estación Mirador Paraíso, Estación Manitas, Estación Juan Pablo II. El Transmicable cuenta con 24 pilonas (columnas), con 163 cabinas con capacidad de 10 pasajeros cada una con un sistema avanzado en tecnología y seguridad con intercomunicadores para la comunicación directa con el centro de control, puertas de seguridad automáticas, paneles solares que aseguran la llegada de la cabina a la estación más cercana en caso de existir un fallo eléctrico, un sistema de video-vigilancia que garantiza la seguridad de los usuarios durante el recorrido y Wi-Fi gratuito. El movimiento constante de las cabinas garantiza que 3600 personas por hora en un solo sentido puedan disfrutar de este servicio, este medio de transporte se adapta a la topografía montañosa de la localidad permitiendo el desplazamiento de los habitantes a través de ciertos barrios (aledaños a las estaciones) hasta el Portal Tunal que se encuentra en la localidad de Tunjuelito, esta permite cubrir el recorrido en 13 minutos, una distancia que por vía terrestre, requería de una hora. 
El Transmicable se considera sostenible porque no genera contaminación como los medios motorizados gracias al uso de paneles solares en las cabinas y energía eléctrica, ayudando a reducir aproximadamente 750 toneladas de CO2 al año. Además de que los ciudadanos pueden acceder al sistema con una tarifa de $2.500 pesos, teniendo en cuenta la utilidad del servicio a comparación de otros elementos del sistema TransMilenio, como los buses, que tienen la misma tarifa pero no igualan la comodidad, calidad y seguridad durante el transcurso del viaje. Beneficiando de gran manera a los usuarios que habitan estas zonas de difícil acceso y aquellos con algún tipo de discapacidad.

### Economía
La principal actividad económica de Ciudad Bolívar es el comercio.

### Sectores Económicos

#### Sector Primario
Se encuentra en mayor medida en la zona rural, más exactamente en el Parque Minero Industrial Mochuelo [PMIM], en el cual se disponen 3 actividades económicas principales, las cuales son: Extracción de arcillas, extracción de materiales de construcción y usos agrícolas.
Una de las actividades económicas más importantes de la localidad es la agricultura con un 18.6% siendo superada por la producción pecuaria (34,2%) y los parques mineros (45,5); a nivel local el área cultivable corresponde al 11.59% distribuido por los corregimientos, la producción total anual es de 9.778 toneladas, el 79.4% se utiliza en producción de papa, 15.9% a la producción de arveja y 5% a maíz, habas  y otras hortalizas. La producción total  de papa se divide en 5% para el consumo local, 25% para semilla y el 70% restante se comercializa a Corabastos; en cuanto a la producción de arveja, haba, maíz y hortalizas, 97% se comercializa en Corabastos, el 3% se utiliza para semilla y auto-consumo.

#### Sector Secundario
Se encuentra en mayor medida en las UPZ de Lucero, Ismael Perdomo y San Francisco.

#### Sector Terciario
Está presente en toda la localidad, pero predomina en las UPZ de  Ismael Perdomo, Lucero, Jerusalén y San Francisco.

#### Agricultura Urbana
En Ciudad Bolívar hay aproximadamente 240 huertas urbanas; ubicadas en los barrios: Arborizadora Alta, Arborizadora Baja, Santo Domingo, La Estancia, Los Tres Reyes, Sierra Morena, El Mirador, Juan Pablo II, San Rafael, Lucero Alto, La Torre y Cordillera del Sur, las cuales son asistidas por el Jardín Botánico de Bogotá, dedicadas a actividades agrícolas como la siembra de verduras, hortalizas, hierbas aromáticas, plantas medicinales, cereales, leguminosas y frutas.  Y algunas de estas huertas también practican actividades pecuarias tales como la cunicultura, lombricultura y helicicultura.
Los campesinos de la zona rural de Colombia tuvieron que dirigirse hacia la ciudad de Bogotá por conflictos armados y exclusión social, al llegar a la ciudad, se hospedaron en los barrios marginales del sur de la ciudad, esto los obligó a cambiar su vida por completo y a cambiar su proyecto de vida, de este problema social crece la idea de la agricultura urbana; es la producción de plantas hortícolas, medicinales y aromáticas, que se cultivan en espacios de viviendas, realizando adecuaciones en zonas como: terrazas, patios, jardines y solares, usando diversos tipos de recipientes (reciclables, naturales, entre otros), todo esto unido al uso adecuado del agua y fomentando la buena nutrición y la autosostenibilidad
La gran mayoría de las huertas urbanas fueron creadas por estas personas, debido a sus conocimientos de agricultura por venir al campo, con la idea de implementar esto para su autosostenimiento. Las huertas urbanas se implementan en Ciudad Bolívar para el abastecimiento de las familias, relacionándose con el entorno por medio de la alimentación sana y tradiciones familiares, con este nuevo sistema se busca implementar el cuidado al medio ambiente utilizando diferentes prácticas agrícolas amigables con el ecosistema, incluyendo la comercialización de los productos que se cosechan, creando una relación de apropiación con las comunidades y reconocimiento del territorio por parte de las personas que ahí habitan e incluyendo el autoconsumo de las familias de bajos recursos.
Los beneficios de tener huertas urbanas para los pobladores y sus comunidades son: Por medio de la producción de hortalizas, verduras, algunas plantas medicinales, frutales y aromáticas, se fortalece la nutrición en las familias a través de los hábitos hacia una mejor alimentación, también, permite tener mejor salud, además aporta a la provisión de alimentos y disminuye los costos de la canasta familiar, fortalece las prácticas de la nueva cultura ambiental a través de la transformación de residuos orgánicos y manejo racional del agua, por último, la agricultura urbana le da una nueva valoración a los territorios de Ciudad Bolívar.
En Ciudad Bolívar se encuentran alrededor de 240 huertas urbanas, algunas de ellas son:
- Huerta Cordillera del sur
- Huerta Dome
- Huerta Don Julio
- Huerta Fundación Oasis
- Huerta Arborizadora alta
- Huerta Los abuelos
- Huerta Mariela
- Huerta Mis años dorados
- Huerta Quebrada limas
- Huerta Raíces del campo
- Huerta Casa grande
- Huerta IED Ciudad Bolívar Argentina
- Huerta la Estancia
- Huerta Vecinos
- Huerta Hermanos Aguilar[58]

### Demografía
La población de Ciudad Bolívar es de 616 455 habitantes, que representan el 8,5% de los habitantes del Distrito Capital distribuidas en 302 030 hombres y 314 425 mujeres, ocupando el quinto puesto dentro de las 19 localidades. La mayoría de los habitantes son de bajo estrato socioeconómico predominando el estrato 1 con un 54,6% y el 2 con 34,6%.

## Sitios de interés
- Alto de la Cruz: Hacia el sur en la zona montañosa, es uno de los miradores para ver la periferia de la localidad, además del ubicado en el parque Brisas del Volador.

- Vereda Quiba: La palabra "Quiba" traduce "bosque hermoso" del chibcha, lengua hablada por el pueblo muisca. Es un santuario hídrico y de flora y fauna propia de los suelos semiáridos de la localidad. También es una fuente de agua para todas las veredas cercanas, y algunos de sus habitantes defienden la agricultura sostenible y el turismo ambiental y gastronómico. Quiba aún mantiene la iglesia San Martín de Quiba, construida por el poeta Jorge Rojas en 1954, una casa de estilo colonial con una cripta con restos de indígenas, y una escuela. Ambas hacían parte de la hacienda del poeta, quien fue vendiéndole lotes a sus trabajadores quienes, posteriormente, construirían, en 2002, el acueducto comunitario Asoquiba, un hito en la historia de las organizaciones dedicadas a favorecer el bien común en la ciudad, pues inició siendo un lugar con nacederos de agua, en donde luego sus habitantes construyeron zanjas, luego tanques con mangueras y luego lavaderos compartidos; todo con el fin de facilitar el acceso al agua.[60][61] Hoy en día, el acueducto cuenta con "una planta de tratamiento, desarenadores, medidores de pH, contadores y una organización comunal completa encargada de todas las labores asociadas al servicio".[62] Cerca de Quiba se encuentra, además, la vereda de Pasquilla, con su atractivo gastronómico por tener una biblioteca, un sistema organizado de producción de lácteos, un hermoso pueblito colonial y una reserva forestal de encenillo.[63] Con un área total de 1.050,79 hectáreas, Quiba limita al norte con la zona urbana de Ciudad Bolívar, al occidente con el municipio de Soacha, al sur con la Vereda de Quiba Alto y al oriente con la Vereda de Mochuelo Bajo. Junto con la Junta de Acción Local, Salvador Vargas Pedraza ayudó a conseguir un alumbrado de electrificación adecuada para los habitantes de la vereda.[7][64]

- Barrio Juan Pablo II: Ubicado arriba de San Francisco, Compartir, el barrio ha pasado por un largo proceso de invasión / ocupación y formalización de lotes y de servicios públicos; autoconstrucción a punta de pica, pala y azadón de calles y ranchos o casas de paroi, o tela asfáltica; y muchos enfrentamientos violentos con la policía, que muchas veces llegó a desalojar y quemar los ranchos.[65][66][67][68] Actualmente, el barrio es reconocido por sus fachadas de colores, sus calles empedradas y por la Biblioteca Comunitaria Semillas Creativas, que durante más de treinta años ha realizado apuestas de formación social y organizativa en el barrio y la localidad.[19] En su trayectoria junto a entidades comunitarias, distritales, internacionales y nacionales ha trabajado en tres ejes fundamentales el acceso al libro, formación de lectores y la alfabetización. Alrededor de ello se tejen propuestas artísticas que empoderan a niñas, niños, jóvenes y adultos. Semillas Creativas durante el año 2000, realizó la Escuela de artística: Festival Quebrada Limas, fruto de uno del taller de escultura es la famosa Escultura del Sapo, localizada en la plazoleta cultural, para rescatar la fauna que habitaba hace varias décadas en la Quebrada Limas. Para el año 2003, se erige también en la plazoleta el monumento de memoria colectiva: "Canto a la vida" una escultura del artista local Harold Bustos, en la cual interactúan las niñas y niños. Lleva consigo la huella dolorosa de la masacre de jóvenes ocurrida en 1992 en el barrio, perpetrada por grupos irregulares. Poco a poco y como parte de la historia local, esta plazoleta hoy es declarada patrimonio cultural y arquitectónico.

- Plazoleta del Sapo o plazoleta del barrio Juan Pablo II: construido física y culturalmente por los y las habitantes del barrio. Este lugar es escenario permanente de la vida de barrio, y de manifestaciones culturales y artísticas. cada 20 de julio, este barrio celebra su aniversario con un grana bazar comunitario. Este lugar es una muestra de la apropiación del espacio público y el reconocimiento de la memoria histórica.

- El Puente de los indios en Arborizadora Alta,
- El Palo del Ahorcado en el barrio Potosí[69]
- La Piedra del Muerto en el barrio Capri.

## Servicios públicos
Educación
- La localidad cuenta con 161 Colegios entre públicos y privados.[70][71][72]

- Ciudad Bolívar cuenta con la Sede de la Facultad Tecnológica de la Universidad Distrital Francisco José de Caldas.
- Centro Salesiano Juan Bosco Obrero, ubicado en el barrio La Estrella.
- Corporación Universitaria Minuto de Dios con sedes técnica, tecnológica y profesional en los barrios San Francisco, Candelaria y Potosí.

Salud
- Hay cerca de una veintena de centros de salud, entre UPAS (Unidades Primarias de Atención en Salud), UBAS (Unidades Básicas de Atención en Salud), CAMI (Centros de Atención Médica Inmediata) y dos hospitales (más uno en construcción).[73]

- Centro Zonal ICBF[74]

## Cultura
El arte, la literatura y la cultura han sido fundamentales para el desarrollo de la localidad. En los últimos años, resaltan expresiones como el grafiti, o arte urbano, que dan muestra de gran riqueza técnica y expresiva, así como de muchas historias por contar en el espacio público.  En lo relacionado con el arte urbano, uno de los colectivos más sobresalientes de los últimos años se llama "Bogotá Colors", un colectivo de artistas que busca contar la historia de la localidad a través del grafiti en las paredes de barrios como El mirador del Paraíso.
En el ámbito de la cultura escrita, una de las plataformas con mayor representatividad de habitantes de la localidad ha sido el concurso literario "Bogotá en 100 palabras" que, desde 2017, ha reunido cientos de relatos que actúan como radiografías de la situación actual de Ciudad Bolívar. BibloRed, la Red de Bibliotecas Públicas de Bogotá, y particularmente las Bibliotecas Públicas Gabriel García Márquez, El Tunal, Perdomo - Soledad Lamprea y Arborizadora Alta, también han sido un escenario abierto, de libre acceso, incentivo del encuentro, aprendizaje, acceso, uso y apropiación de la cultura escrita para todas las personas interesadas en ella.
Además, sobresalen espacios de encuentro como los siguientes: 
- Casa de la Cultura Ciudad Bolívar.[87]
- Casa de la Cultura La Candelaria
- Casa de la Juventud: Se encuentra ubicada en el barrio Lucero Bajo. Es un espacio que promueve el fortalecimiento de capacidades y habilidades de los jóvenes a través del arte y la cultura.
- Centros Locales de Artes para la Niñez y la Juventud CLAN Lucero y CLAN Meissen
- CES Waldrof[88]

### Organizaciones culturales y comunitarias
- Ojo al Sancocho Festival: Es un festival internacional de cine y video alternativo y comunitario que desde el año 2008 promueve la democratización de la cultura y la educación audiovisual en Colombia desde la localidad Ciudad Bolívar. Forma parte de la Red de Cine Comunitario de América Latina y el Caribe.

- Centro Cultural Kirius 19: Es un colectivo juvenil de orientación política antifascista que trabaja por la dignificación de la juventud, especialmente en los sectores de la población más vulnerable. Ha recibido el apoyo del Movimiento por la Defensa de los Derechos del Pueblo (MODEP).
- Colectivo Audiovisual Los Montaña: Es una red de coproducción audiovisual conformada por colectivos audiovisuales de la localidad de Ciudad Bolívar, que desde los años 90 vienen produciendo historias locales, a través de diversas formas de autogestión en el territorio de Ciudad Bolívar. Hasta la fecha se han producido con la red de Los Montaña Audiovisual: Noche de Vándalos, El Rumor del Maso, Lecturas que matan y El banquete. https://www.facebook.com/losmontanacine.

## Deporte
- 438 Parques y escenarios públicos deportivos
- 8 Canchas sintéticas distritales[70]
- Parque Distrital Altos de La Estancia

## Símbolos
Los símbolos institucionales fueron aprobados por el acuerdo local 23 del 1 de diciembre de 2008 por la Junta Administradora Local:

### Bandera
Creado por Álvaro Fernando Abello, consta de tres franjas: dos triangulares en azul en diestro superior, simbolizando los cuerpos hídricos que bañan la localidad y verde en siniestro inferior, representando el medio ambiente y la ruralidad confraternizando a citadinos y campesinos, y una diagonal blanco de cantón a pendiente inferior, la paz de sus habitantes llevando en la carga el blasón, rodeada de nueve estrellas de oro que cada una identifican las veredas que la componen.

### Escudo
Creado por Álvaro Fernando Abello, su descripción es el siguiente:
- El blasón al estilo español basado en el de Bogotá, llevando la bordura en oro con ocho granadas y una estrella roja de cinco puntas en gules que representan la productividad del trabajo y de su territorio así como el talento humano. En el campo azur, preside el Sol en oro con cinco rayos en medio de dos montañas en sinople claro en siniestra y cobre a la diestra, que en medio brota un río que atraviesa la faja sinople acompañado de un pequeño árbol simbolizando la vida en el cantón inferior diestro, pasando la campaña del blasón, representando al acueducto Puente del Indio, cimiento de la localidad.
- En la corona, el lema superior en oro e inscripción en sable, anuncia solidaridad y pujanza, mientras en la base del blasón, el lema inferior en argen e inscripción en sable lleva el nombre de la localidad rodeado de dos estrellas de cinco puntas en oro.
- En los soportes siniestro y diestro, van cada laurel en seis grupos de hojas que representa los logros de la juventud en las artes y cultura.

### Himno
| CORO: Ciudad Bolívar, es pueblo de todos, es grito de esperanza y de libertad somos tus hijos, frutos de este vientre, de una Colombia que anhela la paz. Ciudad Bolívar, es pueblo de todos, de una Colombia que anhela la paz. I Ciudad Bolívar, tu ser proclama, igualdad y justicia social, desde los campos poblaron tu suelo, historia reciente, sagrada heredad. Desde los campos poblaron tu suelo, historia reciente, sagrada heredad. II Somos tus hijos, Ciudad Bolívar, sangre ferviente del libertador, que con su espada nos deja el mensaje, por siempre adelante a vencer el dolor. Que con su espada nos deja el mensaje, por siempre adelante a vencer el dolor. III Ciudad Bolívar, tú eres mi cuna, donde contigo he aprendido a soñar, en busca siempre de la tolerancia, proyectos de vida y posibilidad. En busca siempre de la tolerancia, proyectos de vida y posibilidad. | IV Bolivarianos, somos Colombia, provenientes de todo el país, construyendo sueños y esperanzas, metas e ilusiones para un porvenir. Construyendo sueños y esperanzas, metas e ilusiones para un porvenir. V Desde los niños, madres y ancianos, cobijados de gran hermandad, reafirmamos con gran sentimiento, que aquí en nuestro interno existe verdad. Reafirmamos con gran sentimiento, que aquí en nuestro interno existe verdad. VI Son tus mujeres comunitarias, madres fuertes en lucha y pasión, que con trabajo y gran entereza, triunfan con sus hijos para estar mejor. Que con trabajo y gran entereza, triunfan con sus hijos para estar mejor. VII Somos tu gente, Ciudad Bolívar, desde el obrero hasta el intelectual, que con el alma muy bolivariana, vivimos por Colombia buscando la paz. Que con el alma muy bolivariana, vivimos por Colombia buscando la paz. |

## éase también
- Anexo:Localidades de Bogotá
- Historia de Bogotá
- Anexo: Barrios de Bogotá